# Albach (Lohmar)
Albach ist ein Stadtteil von Lohmar im Rhein-Sieg-Kreis in Nordrhein-Westfalen.

## Geographie
Albach liegt im südlichen Teil Lohmars. Benachbarte Ortschaften und Weiler sind im Nordwesten Krölenbroich, im Norden Algert und Inger, im Osten Birk und im Süden Heide. Im Südwesten liegt außerdem der Staatsforst Siegburg.
Durch Albach fließt der Auelsbach, ein 7,4 km langer, orographisch linker Nebenfluss, der in Lohmar in die Agger mündet.

## Geschichte
Bis zum 1. August 1969 gehörte der Ort zu der bis dahin eigenständigen Gemeinde Inger.

## Verkehr
- Albach liegt nahe zur Kreisstraße 13 und in relativer Nähe zur Bundesstraße 56.
- Das Anruf-Sammeltaxi (AST) ergänzt den ÖPNV. Albach gehört zum Tarifgebiet des Verkehrsverbund Rhein-Sieg (VRS).